# Ernst Mach

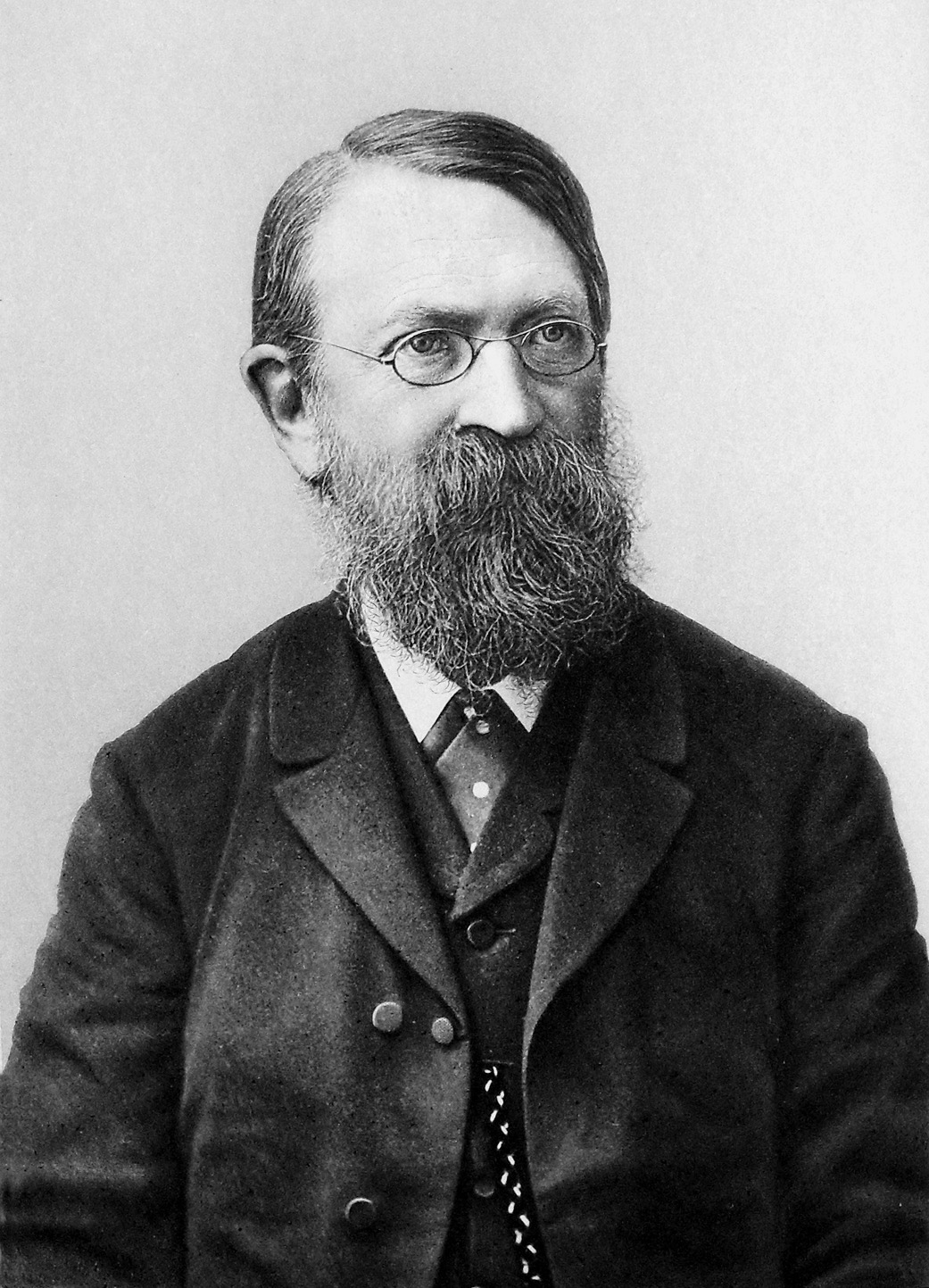
Ernst Mach (1900)

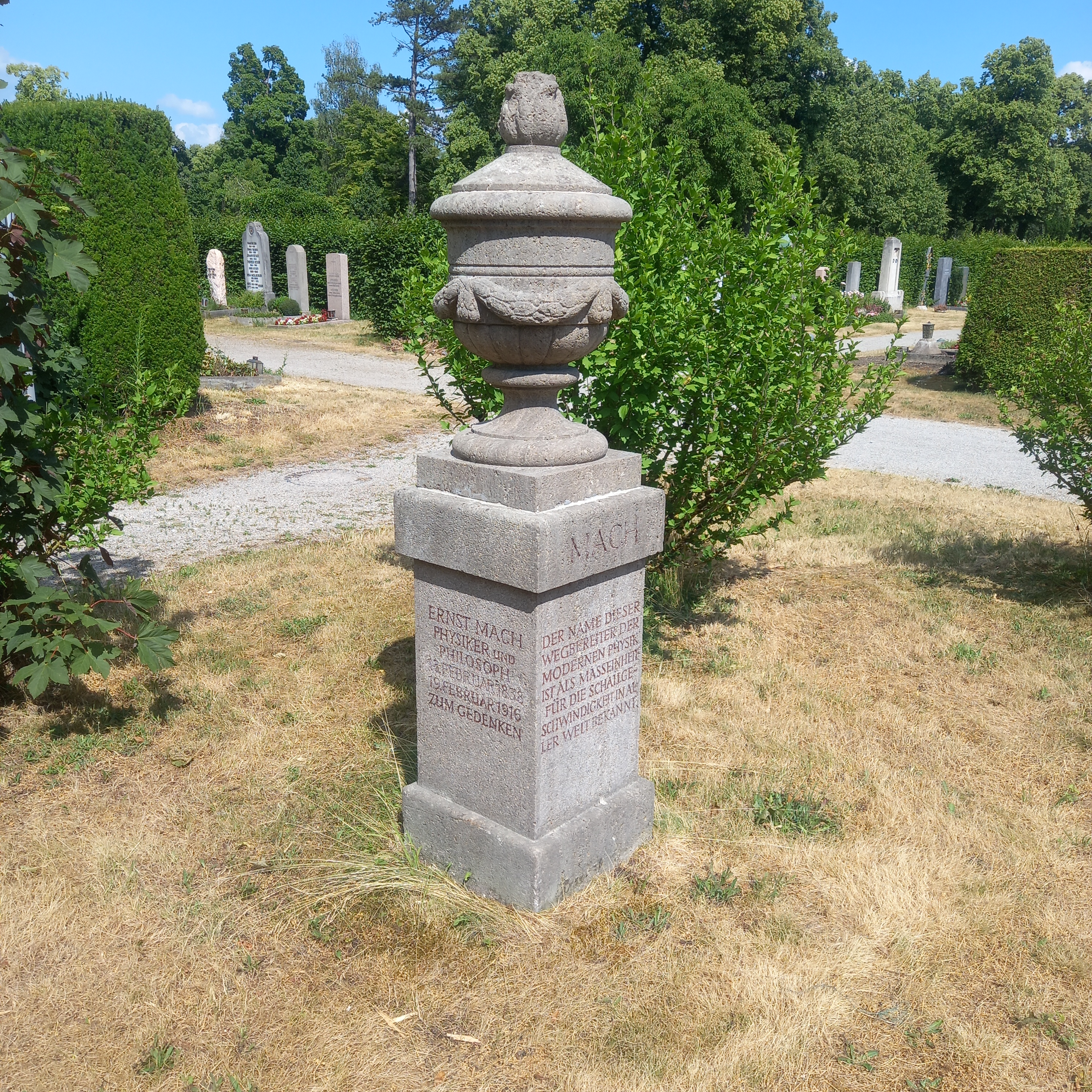
Gedenkstein für Ernst Mach auf dem Nordfriedhof (München)

Ernst Waldfried Josef Wenzel Mach (* 18. Februar 1838 in Chirlitz bei Brünn, Kaisertum Österreich; † 19. Februar 1916 in Vaterstetten, Königreich Bayern) war ein österreichischer Physiker, Sinnesphysiologe, Philosoph und Wissenschaftstheoretiker sowie ein Pionier der gerade entstehenden Wissenschaftsgeschichte. Nach Ernst Mach ist die Mach-Zahl benannt, welche die Geschwindigkeit im Verhältnis zur Schallgeschwindigkeit beschreibt.
Durch Experimente belegte Mach den zu dieser Zeit noch umstrittenen Doppler-Effekt. Neben Problemen in der Physik und deren Lösungen beschäftigte er sich auch mit Fragen der Philosophie. Er gilt als einer der einflussreichsten Vertreter oder Mitbegründer des Empiriokritizismus. In der Sinnesphysiologie machte er wichtige Experimente zum Gleichgewichtssinn des Menschen, zu Reizschwellen und zu optischen Täuschungen (Machsche Streifen). In der Psychologie wurde er ein Wegbereiter der Gestaltpsychologie bzw. Gestalttheorie.

## Leben und Werk

### Herkunft und Ausbildung
Ernst Mach, 1838 in Chirlitz bei Brünn geboren und in Turas (Tuřany) getauft, gehörte einer deutschmährischen Familie an. Auch seine Mutter Josepha Lanhaus (1813–1869) und seine Schwester Octavia stammten aus Chirlitz. Sein Vater Johann Mach (1805–1879) war Hauslehrer und verdiente nach dem Erwerb eines Gutshofes in Untersiebenbrunn das Einkommen der Familie als Bauer. Weitere Vorfahren der väterlichen Linie waren Kleinbauern und Weber, vermutlich bis 1848 in Erbuntertänigkeit. Die Linie der Mutter bestand aus Kirchenbeamten, Ärzten, Anwälten und Offizieren.
Die Schulbildung von Ernst Mach bestand bis zum 15. Lebensjahr im Wesentlichen aus dem Unterricht durch seine Eltern. In seinen ersten zehn Lebensjahren wurde Mach ausschließlich von seinem Vater unterrichtet. Nachdem er 1848 für ein Jahr das Stiftsgymnasium Seitenstetten besucht hatte, ging er nochmals bei seinem Vater in die Schule, der ihn gleichzeitig in der Landarbeit unterwies. Zu dieser Zeit absolvierte er auch eine Lehre als Kunsttischler. Dadurch wollte sich Mach auf eine geplante Auswanderung nach Nordamerika vorbereiten. Er übte dieses Handwerk jedoch nie aus. Im Selbststudium eignete er sich naturwissenschaftliche Kenntnisse an. 1853 ging er zurück nach Mähren und trat in die 6. Klasse des Piaristen-Gymnasiums in Kremsier ein. Dort erlangte er nach zwei Jahren die Matura. Ab 1855 studierte er Philosophie, Mathematik und Physik bei Andreas von Ettingshausen und August Kunzek an der Universität Wien; er schloss 1859/60 mit einer Dissertation „Über elektrische Ladungen und Induktion“ bei Ettingshausen als Doktor der Philosophie ab.

### Familie
Am 1. August 1867 heiratete Ernst Mach in Graz die sieben Jahre jüngere Vollwaise Ludovica Aloisia Carolina Marussig, mit der er fünf Kinder hatte:
- Ludwig Mach (* 1868 in Prag, † 1951 in Vaterstetten bei München, als Arzt und Physiker langjähriger Mitarbeiter seines Vaters);
- Caroline Mach (1873–1965), zog zu ihrem Sohn in die USA;
- Heinrich Mach (1874–1894, studierte Chemie);
- Felix Johann Mach (* 1879 in Prag, † 1933 in Pietzing, Landkreis Rosenheim, akademischer Maler) und
- Viktor Mach (* 1881 in Prag, † 1940 in Kirchseeon, Landkreis Ebersberg, Feinmechaniker).

### Akademische Laufbahn
1861 habilitierte sich Ernst Mach an der Universität Wien und lehrte dort anschließend als Privatdozent ohne Besoldung. Als er sich um die Professur seines erkrankten Doktorvaters in Wien bewarb, wurde ihm diese jedoch nicht zugesprochen. Daraufhin nahm Mach 1864 einen Ruf als Mathematikprofessor an der Universität Graz an, während er sich dabei immer wieder am Gutshof der mittlerweile nach Veliki Slatnik bei Novo Mesto in der Unterkrain im heutigen Slowenien gezogenen Eltern aufhielt, wo sein Vater eine Seidenraupenzucht betrieb. Er lehrte in Graz bis Sommer 1867; ab 1866 als Ordinarius für Physik.
Zum Wintersemester 1867/68 erreichte Ernst Mach der Ruf der Karl-Ferdinands-Universität in Prag, wo er zugleich auch Direktor des physikalischen Instituts wurde. 1872/73 wurde er Dekan der Philosophischen Fakultät und in den Jahren 1879/80 sowie 1883/84 Rektor der Universität. In diese Zeit fiel die sprachliche Teilung der Karls-Universität Prag (1882), in deren Umfeld der Deutschmährer Mach eine liberale Haltung einnahm. In Prag entstanden seine klassischen Arbeiten auf dem Gebiet der Physik, der Sinnenpsychologie, der historisch kritischen Arbeiten und die Formulierungen einer Erkenntnislehre. Er wird oft als Mitbegründer des modernen Positivismus und Wegbereiter des Empiriokritizismus bezeichnet. Ernst Mach wirkte bis 1895 an der Universität Prag.
Er pflegte einen freundschaftlichen Briefwechsel mit dem tschechischen Physiker August Seydler (1849–1891). Machs politische Einstellung und charakterliche Mentalität verzögerten seine Berufung an die Universität Wien auf die neugeschaffene Professur für „Philosophie, insbesondere Geschichte der induktiven Wissenschaften“ um einige Jahre. Diese Professur trat Mach 1895 an. Er war dort bis zu seinem Schlaganfall 1898 tätig, 1901 trat er in den Ruhestand.

### Politische Einstellung
Wie sich schon in den Auseinandersetzungen um die Teilung der Karls-Universität Prag in einen tschechischen und deutschen Sprachzweig zeigte, hatte Mach von seinem Elternhaus eine tief liberale und dem Humanismus zuneigende Einstellung übernommen. Angesichts dieses Konflikts konstatierte Mach „eine bedauerliche Borniertheit und einen furchtbaren Rückschritt durch die Nationalitätsidee“. Später wandte er sich, unüblich für seinen Stand als Universitätslehrer, der Sozialdemokratie zu. Möglicherweise hat sein liberal geprägtes Elternhaus dazu beigetragen. Sein Werk wurde, insbesondere die Erkenntnistheorie, in Russland nicht unvoreingenommen rezipiert, weil einige von Machs Anhängern politische Gegner Lenins waren.
Ernst Mach war mit Victor Adler, dem Vorsitzenden der österreichischen Sozialdemokraten, befreundet. Den Ausgang der österreichischen Parlamentswahlen im Jahre 1897 kommentierte er so: „Die Wiener haben wie die Trottel gewählt. Überall haben die Pfaffen gegen die Sozialdemokraten gewonnen.“ Ihm wurde eine zum Atheismus oder Agnostizismus tendierende Geisteshaltung nachgesagt.

### Lebensabend

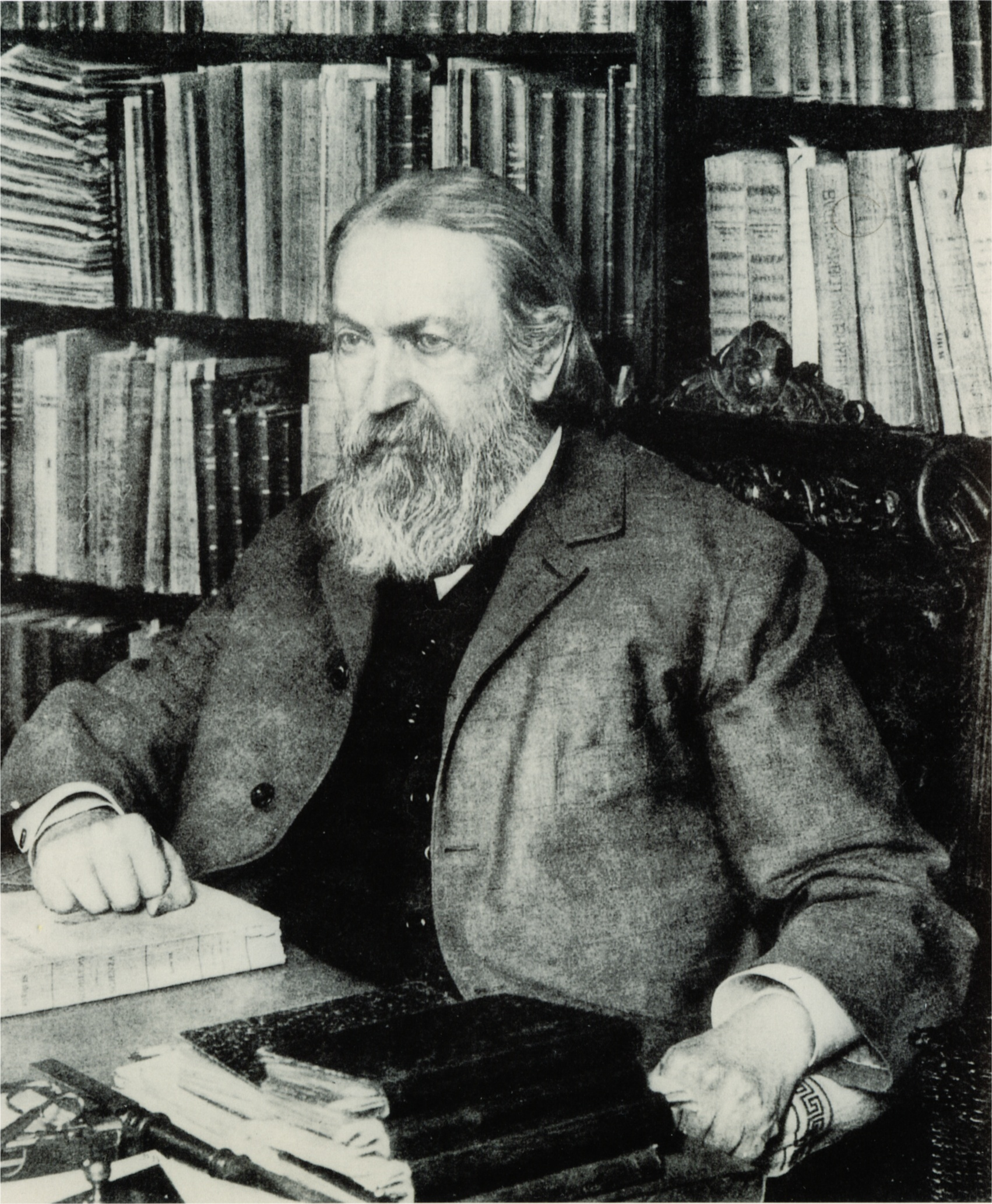
Ernst Mach (1905), Fotografie von Charles Scolik

Nach einem Schlaganfall im Sommer 1898 ließ Machs Kraft allmählich nach. 1913 zog er zu seinem ältesten Sohn, dem Erfinder Ludwig Mach, nach Vaterstetten bei München. Dort starb er am 19. Februar 1916.
In einem Nachruf fasste Albert Einstein 1916 in der Physikalischen Zeitschrift Machs Bedeutung zusammen:

„Mach war seiner geistigen Entwicklung nach nicht ein Philosoph, der sich die Naturwissenschaften als Objekt seiner Spekulationen wählte, sondern ein vielseitig interessierter, emsiger Naturforscher, dem die Erforschung auch abseits vom Brennpunkte des allgemeinen Interesses gelegener Detailfragen sichtlich Vergnügen machte.“

Die Urne von Ernst Mach wurde auf Wunsch der Hinterbliebenen in einem Sammelgrab auf dem Münchner Nordfriedhof beigesetzt. In seinem Gedenkstein zwischen den südlichen und nördlichen Arkaden, beim Gräberfeld 94, befindet sich die Asche seines Sohnes Ludwig.

### Nachlass
Ein Großteil des wissenschaftlichen Nachlasses von Ernst Mach wird im Archiv des Deutschen Museums in München verwahrt. Dazu gehören Korrespondenzen und Publikationen sowie 53 Notizbücher und 942 Fotoplatten mit Aufzeichnungen physikalischer Experimente, die 1998 vom Freiburger Ernst-Mach-Institut dem Deutschen Museum übergeben wurden.
Ein Teilnachlass aus dem Besitz von Ludwig Mach befindet sich im Philosophischen Archiv der Universität Konstanz.

## Wissenschaftliche Leistungen
Mach behandelte bereits 1872 in seinem Frühwerk Die Geschichte und die Wurzel des Satzes von der Erhaltung der Arbeit alle wichtigen Themen, die sein wissenschaftliches Programm ausmachten:
- Bedeutung und Funktion wissenschaftlicher Theorien
- Erkenntnistheoretische Bedeutung von Physiologie und Sinnespsychologie für die Naturwissenschaften
- Prinzip der Denkökonomie
- Unzulänglichkeiten der Newtonschen Mechanik
- Kritik an Atomtheorie, klassischer Kausalität, an einem physikalischen Reduktionismus, insbesondere dem Mechanismus
- Kritik am Materialismus
- Kritik an „metaphysischen Spekulationen“
- Methode der historischen Analyse

Die meisten seiner Werke entstanden in seiner Prager Zeit, darunter seine bedeutendsten Werke zur Physik und zur Sinnesphysiologie. Zu seinen Lehrern auf dem Gebiet der „physikalischen Physiologie“ gehörte der Mediziner Carl Ludwig. In Prag begann Mach, sich mit Fragen der Erkenntnistheorie und der Geschichte der Physik zu beschäftigen. Wichtige Forschungsgebiete Machs waren:

### Dopplereffekt
Direkt nach seinem Studium bestätigte Mach 1860 den Dopplereffekt experimentell und beendete damit die Debatte um die Richtigkeit der Theorie. Dadurch legte Mach die Grundlagen für den Nachweis des optischen Dopplereffekts. In diesem Zusammenhang schlug er dem Mitbegründer der Spektralanalyse, Gustav Robert Kirchhoff, brieflich vor, auch die Relativbewegung von Fixsternen spektroskopisch zu bestimmen. Er wandte sich auf diesem Wege an Kirchhoff, weil es ihm unmöglich erschien, für diese Idee „in Wien Unterstützung zu finden, um sie selbst auszuführen“. Allerdings versickerten diese Bemühungen und wurden erst Jahrzehnte später von Edward Charles Pickering und Hermann Carl Vogel umgesetzt.

### „Arbeiten über Erscheinungen an fliegenden Projektilen“

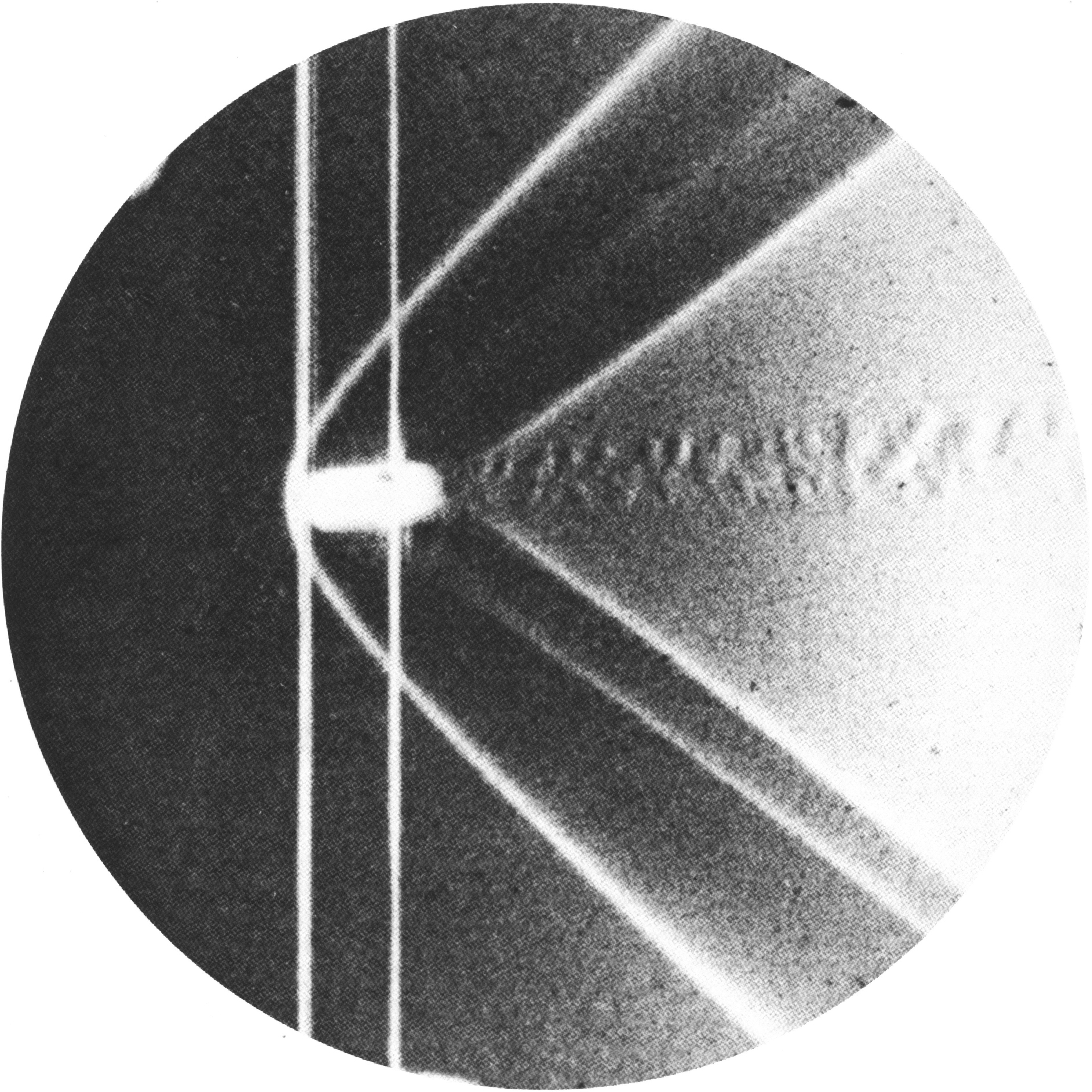
Schlierenfoto eines Projektils bei Überschall (Ernst Mach 1888).
Die beiden vertikalen Linien sind zwei fixierte Drähte und stellen kein Strömungsphänomen dar.

Im Sommer 1886 gelang es Ernst Mach gemeinsam mit Peter Salcher erstmals, mittels der von August Toepler entwickelten Schlierenfotografie und Momentfotografie Verdichtungskegel aus Luft vor Projektilen sichtbar zu machen. Damit bestätigte Mach experimentell Theorien des Ballistikers Louis Melsens, der seine Hypothesen nicht validieren konnte. Er experimentierte im Anschluss auch mit Kanonenkalibern, dies allerdings nicht mehr in seinem Institut, sondern am 18. August 1888 in Meppen auf dem Schießplatz der Firma Friedrich Krupp AG und in der kaiserlichen und königlichen Marineakademie von Fiume (heute Rijeka).
Zur Verbesserung der Messung entwickelte er zusammen mit seinem Sohn Ludwig Mach, der ihm als Assistent diente, das Mach-Zehnder-Interferometer. Aus den damit gewonnenen Daten konnte Mach zeigen, dass die Stoßwelle um das bis zu 50-fache verdichtet wird. Auch belegte er die Existenz einer Schwanzwelle hinter dem Projektil neben der Kopfwelle vor dem Projektil.
Spätestens mit der „Umkehrung“ des Versuchs im Jahre 1889/90, d. h. durch die Idee, Luft auf ein stillstehendes Projektil zu blasen, schuf Mach so die Grundlagen der Gasdynamik, die dann von Ludwig Prandtl weiterentwickelt wurde. Die militärischen Aspekte dieser Forschungen beunruhigten Mach, worauf er in vielen Vorträgen hinwies.

### Kritik an der Newtonschen Mechanik
Mach hinterfragte intensiv vom positivistischen und empiristischen Standpunkt aus die Grundlagen der Newtonschen Mechanik und stieß dabei auf Fragen, die er mittels des Machschen Prinzips zu lösen versuchte. Im Zuge dessen entstanden viele bekannte Bücher, u. a. das wohl bekannteste Buch Die Mechanik in ihrer Entwicklung (1883), dessen 7. Auflage 1912 erschien. Hier spricht er, entgegen dem Zeitgeist, der Mechanik ihre universelle Gültigkeit ab und versucht, die Mechanik konsequent auf Beobachtungen zurückzuführen. So formulierte er das Trägheitsgesetz in seinem Machschen Prinzip um:

„Statt nun einen bewegten Körper K auf den Raum (auf ein Koordinatensystem) zu beziehen, wollen wir direkt sein Verhalten zu den Körpern des Weltraumes betrachten, durch welches jenes Koordinatensystem allein bestimmt werden kann. Voneinander sehr entfernte Körper, welche in bezug auf andere ferne festliegende Körper sich mit konstanter Richtung und Geschwindigkeit bewegen, ändern ihre gegenseitige Entfernung der Zeit proportional […] Die eben angestellten Betrachtungen zeigen, daß wir nicht nötig haben, das Trägheitsgesetz auf einen besonderen absoluten Raum zu beziehen. Vielmehr erkennen wir, daß sowohl jene Massen, welche nach der gewöhnlichen Ausdrucksweise Kräfte aufeinander ausüben, als auch jene, welche keine ausüben, zueinander in ganz gleichartigen Beschleunigungsbeziehungen stehen, und zwar kann man alle Massen als untereinander in Beziehung stehend betrachten. […] Wenngleich auch ich erwarte, daß astronomische Beobachtungen zunächst nur sehr unscheinbare Korrektionen notwendig machen werden, so halte ich es doch für möglich, daß der Trägheitssatz in seiner einfachen Newtonschen Form für uns Menschen nur örtliche und zeitliche Bedeutung hat.“

Machs Aussagen führten dazu, dass einige ihn als Wegbereiter der allgemeinen Relativitätstheorie sehen. 1872 entdeckte er, dass sich die Trägheit eines Körpers nur feststellen lässt, wenn es im Universum andere Massen als Bezugsgröße zur Messung der Beschleunigung gibt. Erst die Anwesenheit anderer Massen erzeugt Trägheit (Mach’sches Prinzip). Albert Einstein selbst bezeichnete sich anfangs als „Schüler“ Machs, distanzierte sich allerdings später von dessen philosophischen Ansichten.
Mach verfolgte stets das Ziel, neue Forschungsmethoden zu entwickeln. Seinem sehr großen Einfluss in Wissenschaft und Öffentlichkeit ist es zu verdanken, dass gerade in Wien und Österreich viele und wichtige Forschungsprojekte durchgeführt wurden. Das Elektron und das Quant waren für Mach ideale, da messbare und dimensionierte Objekte der physikalischen Forschung, die den beschreibenden und reduktionistischen Anspruch Machs an die Physik voll erfüllten.

### Sinnespsychologie und Philosophie

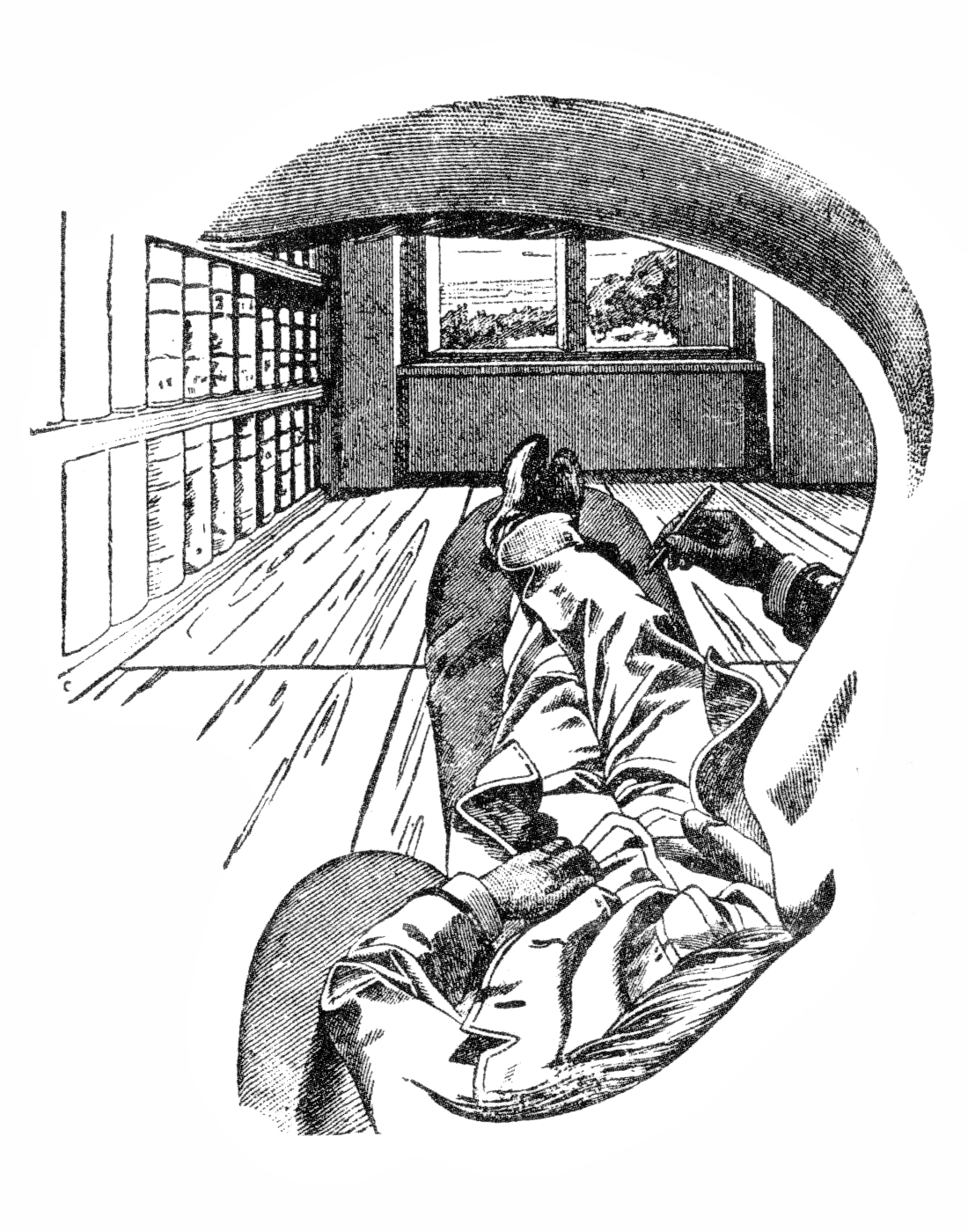
Illustration aus Ernst Mach: Antimetaphysische Vorbemerkungen. Erschienen in: Die Analyse der Empfindungen und das Verhältnis des Physischen zum Psychischen.

Als glühender Anhänger der Aufklärung und entschiedener Gegner jeder Form der Metaphysik plädierte Mach für eine methodische Denkökonomie, worunter er eine größtmögliche Sparsamkeit in begrifflicher und spekulativer Hinsicht versteht. Naturerkenntnis hat ihr Fundament in der Erfahrung – entweder direkt über Sinneseindrücke oder über Messinstrumente vermittelt. Er ist daher als Empirist anzusehen. Des Weiteren wird Mach als Vertreter des Positivismus gesehen. Für Mach bedeutete der Positivismus im Wesentlichen:
1. Die Quelle aller menschlichen Erkenntnis ist das „Gegebene“.
2. Gegeben ist nur eine Mannigfaltigkeit von Sinneseindrücken (Empfindungen).
3. Nicht gegeben ist alles, was zusätzlich zu den Inhalten der sinnlichen Wahrnehmung die „Welt“ konstituiert.
4. Die Unterscheidung zwischen Ich und Welt ist haltlos.
5. Es gibt keine metaphysische Erkenntnis über außersinnliche Realität.

In der Psychologie profilierte sich Mach durch die These, dass der Mensch immer den ökonomischsten Wahrnehmungsprozess auswähle.

„Alles menschliche Handeln und Trachten ist vom Verlangen nach Selbsterhaltung bestimmt. Durch die Ausbildung der höheren intellektuellen Funktionen werden gerade jene angeborenen Eigenschaften und Reflexe ersetzt, die den niederen Organismen ihr Dasein ermöglichen.“

In der Wissenschaftstheorie verstand er die Wissenschaften als Mittel, die Welt und die Empfindungen der Menschen möglichst einfach und neutral zu beschreiben. Außerdem verlangte er als Leitkultur der Wissenschaft einen Reduktionismus ohne Kompromisse. Aus diesem Grunde sah er als eigentliche Grundlage eines aufgeklärten Weltverständnisses die Physik und die Psychologie an. Physikalische Theorien seien, ähnlich wie psychologische, nur mathematisch organisierte Naturbeschreibungen. Diskussionen über den Wahrheitsgehalt von Theorien seien daher überflüssig. Allein der Nutzen sei relevant. Wahrheit existiere nicht für sich, sondern als eine temporäre Diskussions-Wahrheit, die nach evolutionären Gesetzen zustande kommt: Nur die stärksten, also ökonomischsten und empirisch klarsten, Ideen setzen sich durch.

## Wirkung und Nachwirkung

### Rezeption
Ernst Mach wurde sechsmal für den Physik-Nobelpreis und einmal für den Chemie-Nobelpreis nominiert.
Die Auseinandersetzung mit Machs Ideen, die zu Anfang des 20. Jahrhunderts populär waren und oft diskutiert wurden, erfolgte in unterschiedlichen Kreisen. Max Planck beispielsweise kritisierte seine evolutionsbiologische Ideenlehre als metaphysische Spekulation. Albert Einstein, der sich ausführlich mit Ernst Mach befasst hat, formulierte 1918 das Machsche Prinzip. Auch Wolfgang Pauli und Werner Heisenberg waren von Mach beeinflusst.
Mach wurde von Marxisten wie Lenin studiert, der in seinem Werk Materialismus und Empiriokritizismus die philosophischen Ideen Machs einer fundamentalen Kritik unterzog, indem er u. a. solipsistische Implikationen von Machs Theorie behauptete.
Das Buch Lenins ist auch eine Kritik an Alexander Bogdanow, Pawel Juschkewitsch, Wladimir Basarow und Nikolai Walentinow sowie an ihren philosophischen Lehrern Richard Avenarius und Mach, die laut Lenin in ihren Werken versucht hatten, einen verfeinerten Idealismus auszuarbeiten, als Gegengewicht zum dialektischen Materialismus. Lenin gelangt in seinem Buch zu folgenden Schlussfolgerungen gegen den seiner Meinung nach philosophisch-theoretischen Revisionismus von Avenarius und Mach:
1. „Eine immer raffiniertere Verfälschung des Marxismus, immer raffiniertere Unterschiebungen von antimaterialistischen Lehren unter den Marxismus – das kennzeichnet den modernen Revisionismus sowohl in der politischen Ökonomie als auch in den Fragen der Taktik und in der Philosophie überhaupt.“[41]
2. „Die ganze Schule von Mach und Avenarius marschiert zum Idealismus.“[42]
3. „Unsere Machisten stecken alle tief im Idealismus.“[43]
4. „Man kann nicht umhin, hinter der erkenntnistheoretischen Scholastik des Empiriokritizismus den Parteienkampf in der Philosophie zu sehen, einen Kampf, der in letzter Instanz die Tendenzen und die Ideologie der feindlichen Klassen der modernen Gesellschaft zum Ausdruck bringt.“[44]
5. „Die objektive, die Klassenrolle des Empiriokritizismus läuft ganz und gar hinaus auf Handlangerdienste für die Fideisten (Reaktionäre, die dem Glauben vor der Wissenschaft den Vorzug geben), in deren Kampf gegen den Materialismus überhaupt und gegen den historischen Materialismus insbesondere.“[44]
6. „Der philosophische Idealismus ist … ein Weg zum Pfaffentum.“[45]

Die Rezeption von Machs Beiträgen zur Analyse der Empfindungen durch Christian von Ehrenfels führte zur Ausformulierung der Gestalttheorie. Der Wiener Kreis (vormals Ernst-Mach-Gesellschaft) mit u. a. Rudolf Carnap, Kurt Gödel stützte sich neben Ludwig Wittgenstein auch auf Mach. Hermann Bahr popularisierte Mach in seinem Aufsatz „Das unrettbare Ich“ und auch Literaten wie Hugo von Hofmannsthal, Arthur Schnitzler und Robert Musil – der sogar über Mach promovierte – sowie Albert Einstein erkannten seine Bedeutung.

### Mitgliedschaften in Akademien
Mach war seit 1873 Mitglied der Leopoldina und Mitglied der Akademie der Wissenschaften zu Göttingen. 1890 wurde er als korrespondierendes Mitglied in die Bayerische Akademie der Wissenschaften aufgenommen.

### Namensgeber
Nach Mach wurden benannt:
- Mach’scher Knoten
- Machscher Kegel
- Mach-Zahl
- Machmeter
- Machwelle
- Mach-Band-Effekt

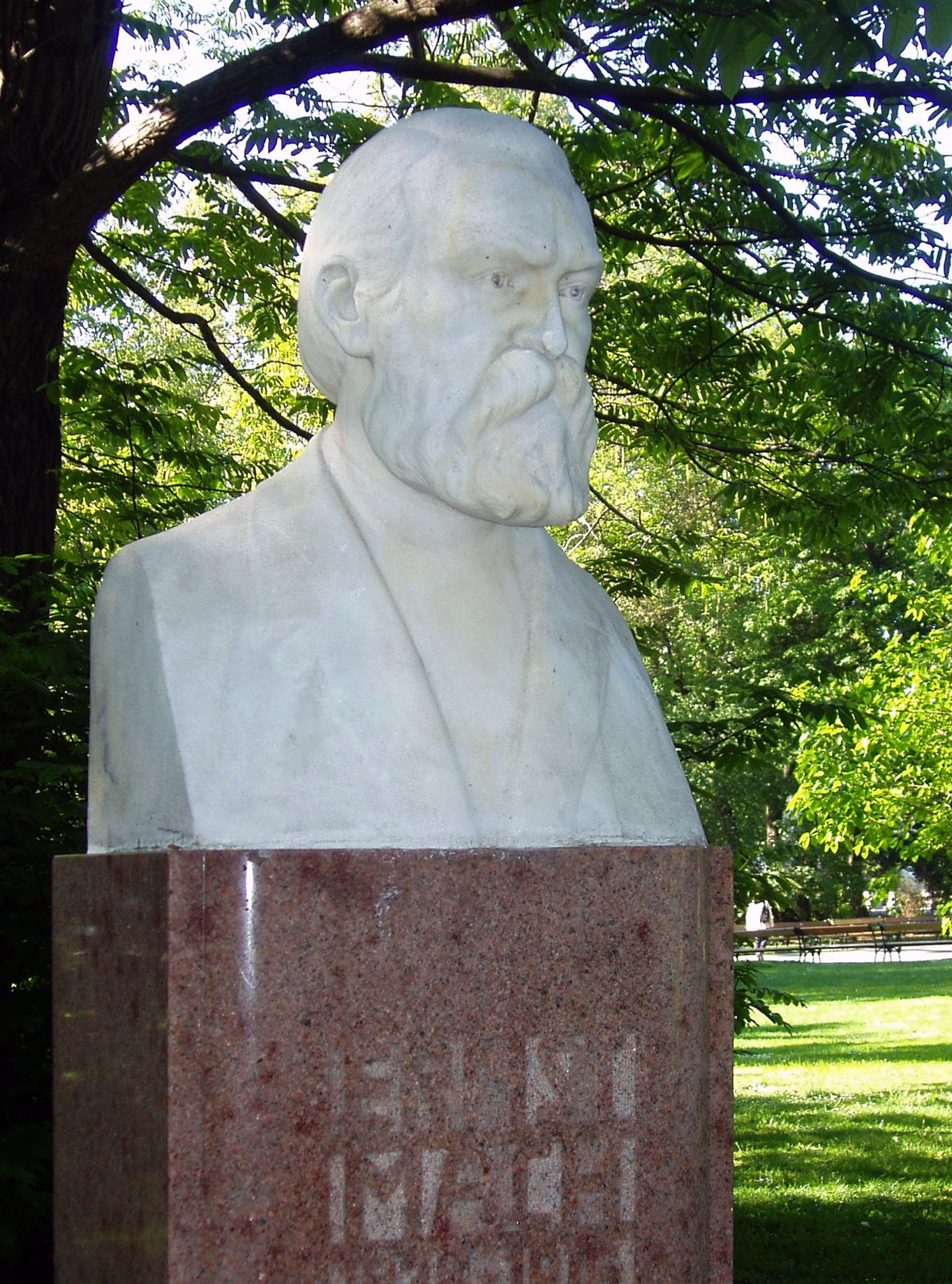
Denkmal im Wiener Rathauspark

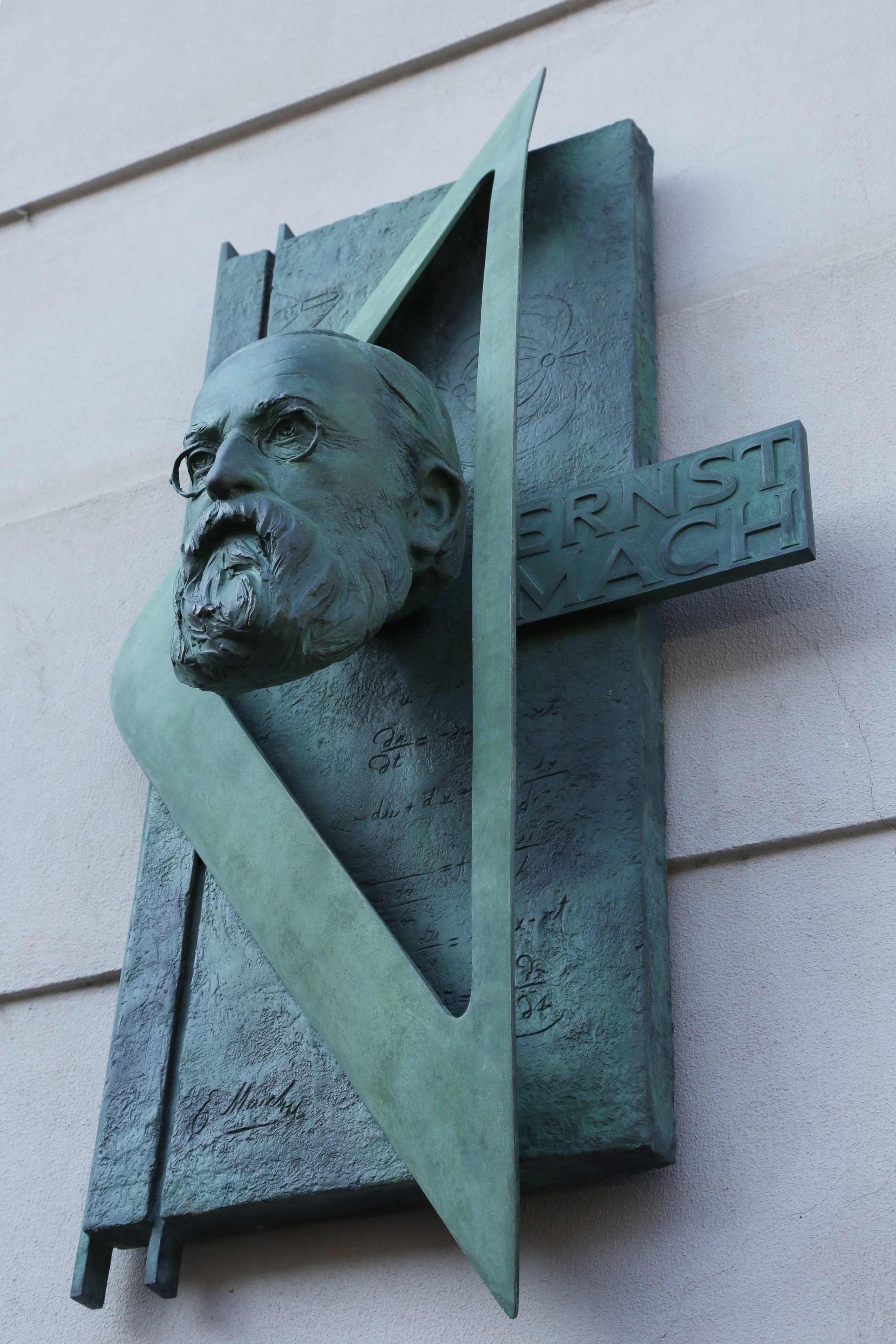
Büste am Obstmarkt in der Prager Altstadt

Im Jahr 1919 wurde in Wien-Leopoldstadt (2. Bezirk) der Machplatz nach ihm benannt; 1960 wurde die Verkehrsfläche in Machstraße umbenannt.
Das 1972 eröffnete Ernst-Mach-Gymnasium in Haar, in der Nähe seines Sterbeortes in Bayern, trägt ebenso seinen Namen wie seit 2004 das 1961 gegründete Ernst-Mach-Gymnasium Hürth und das Fraunhofer-Institut für Kurzzeitdynamik, Ernst-Mach-Institut (EMI), Freiburg, Efringen-Kirchen und Kandern.
Im Jahre 1970 wurde ein Mondkrater nach Ernst Mach benannt (Krater Mach) und am 28. August 1996 der am 20. Oktober 1985 entdeckte Asteroid (3949) Mach.
Die Tschechische Akademie der Wissenschaften und Künste vergibt seit 1996 die Ernst-Mach-Ehrenmedaille in Physik. Die Österreichische Akademie der Wissenschaften (ÖAW, IKT) veranstaltet seit 2003 das „ernst mach forum. wissenschaften im Dialog“.

### Weitere Ehrungen
Ernst Mach war seit 1885 Ehrenmitglied der Prager Universitäts-Sängerschaft „Barden“ (heute zu München), der damaligen Haus-Korporation der Prager Universität.
Zwischen 1938 und 1988 wurde an Machs Geburtshaus, einem ehemaligen Bischofsschlösschen, mehrfach eine Gedenktafel angebracht.

### Ausstellung
- 2016/2017: Licht und Schatten. Ernst Mach – Ludwig Mach. Deutsches Museum, München, Katalog.[55]

## Veröffentlichungen (Auswahl)
- Über die Änderung des Tones und der Farbe durch Bewegung, Sitzungsberichte Wiener Akad. Wiss. Math.-Naturwiss. Klasse, Band 41, 1861, S. 543–560, Internet Archive
- Einleitung in die Helmholtz’sche Musiktheorie. Populär für Musiker dargestellt Graz 1866. Internet Archive
- Optisch-akustische Versuche. Die Spectrale und stroboskopische Untersuchung tönender Körper, Prag: J. Calve 1872. Internet Archive
- Die Mechanik in ihrer Entwickelung historisch-kritisch dargestellt. F.A. Brockhaus, Leipzig 1883. (Digitalisat und Volltext im Deutschen Textarchiv, Internet Archive)
- Die Analyse der Empfindungen und das Verhältnis des Physischen zum Psychischen. G. Fischer 1886 (als Beiträge zur Analyse der Empfindungen), 9. Auflage 1922. Ausgabe 1922, Internet Archive, Ausgabe 1886, Internet Archive
- Grundriß der Naturlehre für die unteren Classen der Mittelschulen. Prag 1887.
- Grundriß der Naturlehre für die oberen Classen der Mittelschule. Wien/Prag/Leipzig 1891.
- Die Principien der Wärmelehre. 1896, Nachdruck: Salzwasser-Verlag 2012, ISBN 978-3-86444-540-8. Internet Archive
- Populär-wissenschaftliche Vorlesungen. 1896. (Online im Projekt Gutenberg-DE, Internet Archive)
- Erkenntnis und Irrtum. Skizzen zur Psychologie der Forschung. Wien 1905 (Online bei Zeno, Internet Archive).
  - Die englische Übersetzung einiger Beiträge daraus erschien in The Monist, April 1901, Juli 1902, Oktober 1903, wieder abgedruckt in: Space and geometry in the light of physiological, psychological and physical inquiry, Chicago: Open Court 1906, Übersetzer Thomas McCormack, Internet Archive
- Kultur und Mechanik. W. Spermann, Stuttgart 1915; Neudruck Westhafen, Frankfurt am Main 2015, ISBN 978-3-942836-07-4.
- Die Prinzipien der physikalischen Optik. Historisch und erkenntnispsychologisch entwickelt, Leipzig: Barth 1921. Internet Archive
- Die Prinzipien der Wärmelehre, historisch-kritisch entwickelt. Mit einer Einleitung herausgegeben von Michael Heidelberger und Wolfgang Reiter. xenomoi Verlag, 2016, ISBN 978-3-942106-42-9.

Gesamtverzeichnis Ernst Machs Werke in: Joachim Thiele: Ernst Mach—Bibliographie (= Centaurus, Band 8). Munksgaard, Copenhagen 1963, OCLC 174202468, S. 189–237.